# Wolkenfeh

Wolkenfeh

Die Wolkenfeh  (auch als Wolkenschnitt bezeichnet) ist in der Heraldik eine besondere Form des Pelzwerkes Feh. Sie ist eine Tinktur.
Dargestellt wird im Wappenschild oder Feld eine aus mehreren breiten Wolken gebildeten Figur. Die freien Flächen je Reihe ergeben zwangsläufig eine Wolke in anderer Tinktur. In der Folgereihe wiederholt sich das Muster. Es werden in der Reihe maximal zwei Tinkturen verwendet. Vorrangig werden die Tinkturen Blau und Weiß verwendet, da sie als eine Abart des Eisenhütlein verstanden wird. Bei der einfachen Wolkenfeh ist die Richtung der farbigen  Wolken zum Schildhaupt gerichtet.
Diese Fehform hat Abweichungen. So sind Sturzwolkenfeh, Wolkengegenfeh, Wechselwolkenfeh und Wolkenpfahlfeh weitere gebräuchliche Tinkturen. Auch die Doppelwolkenfeh ist eine Abart.

## Beispiele

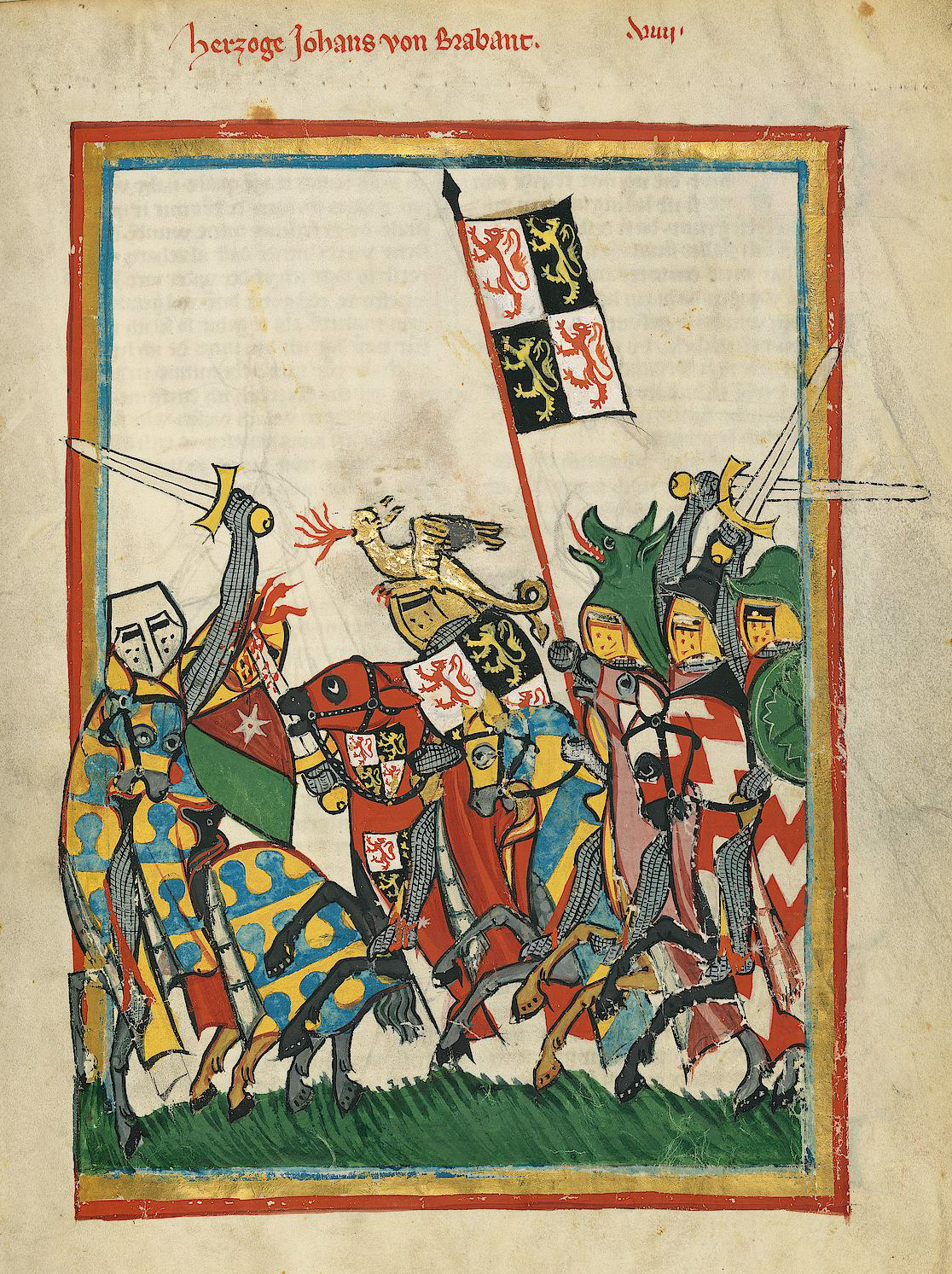
Ritter mit Wolkenfeh-Schabracke (links, Codex Manesse, 14. Jahrhundert)

Einreihiger Wolkenfeh von Silber und Blau geteilt (Marsberg-Padberg/NRW)
Einreihiger Wolkenfeh von Schwarz und Weiss, (Castrisch GR)
Drei Reihen Wolkenfeh, Wappen der Gemeinde Thüringen (Vorarlberg)
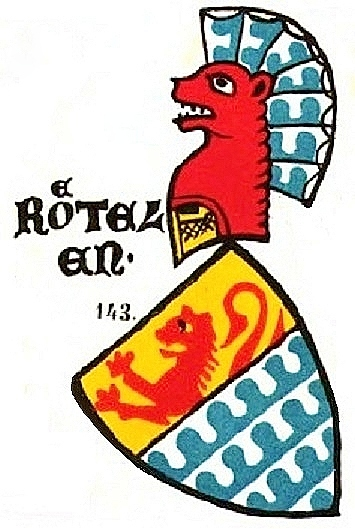
Vier Reihen Wolkenfeh, Wappen der Herren von Rötteln
Von Gold und Blau im Wolkenschnitt geteilter Schildbord; Wappen der Gemeinde Emersacker, Landkreis Augsburg
Zwei Reihen Wolkenpfahlfeh im Schildhaupt, Gemeinde Obertaufkirchen, Oberbayern